# Ryan Owens
Ryan Owens (Aspley Guise, 29 september 1995) is een Engels voormalig baanwielrenner, die gespecialiseerd was in de individuele en teamsprint. Hij won in 2018 een zilveren medaille op de teamsprint tijdens de Gemenebestspelen, in 2022 herhaalde hij dit. In 2021 won hij zilver op hetzelfde onderdeel op de Olympische Spelen.

## Palmares
| Jaar     | BK         | EK         | WK         | Overig                                          |
| Beloften | Beloften   | Beloften   | Beloften   | Beloften                                        |
| -------- | ---------- | ---------- | ---------- | ----------------------------------------------- |
| 2016     |            | teamsprint |            |                                                 |
| 2017     |            | teamsprint |            |                                                 |
| Elite    |            |            |            |                                                 |
| 2016     |            | teamsprint |            | WB Glasgow: teamsprint WB Apeldoorn: teamsprint |
| 2017     | teamsprint |            |            |                                                 |
| 2018     | teamsprint |            | teamsprint | Gemenebestspelen: · teamsprint                  |
| 2019     | teamsprint | teamsprint |            | Europese Spelen: · teamsprint                   |
| 2020     |            |            | teamsprint |                                                 |
| 2021     |            |            |            | Olympische Spelen: · teamsprint                 |
| 2022     |            |            |            | Gemenebestspelen: · teamsprint                  |